# Хто твоя мавпа?
«Хто твоя мавпа?» — кінофільм, що вийшов на екрани в 2007 році.

## Зміст
Джексонвилль, Флорида. Четверо молодых людей дружат еще со школы. Им уже почти 30, и у каждого свои проблемы. Хатто готовится стать отцом, Лэйт напуган сексуальностью своей подруги, горюющий Бобби сильно пьет и спит на могиле подруги, которая умерла 18 месяцев назад, Марк не может заниматься своим любимым делом - медициной, поскольку у него нет денег на оплату страховки. Однажды Марку понадобилась помощь его лучших друзей после того, как на него было совершено нападение, как-то связанное с Лэйтом. Ночная поездка на автомобиле становится испытанием дружбы...

## Ролі
| Актор                | Роль |
| -------------------- | ---- |
| Скотт Граймз         | -    |
| Джейсон Лондон       | -    |
| Скотт Майкл Кемпбелл | -    |
| Девід ДеЛуіс         | -    |
| Кевін Дюран          | -    |
| Уейн Найт            | -    |
| Алі Хиллис           | -    |
| Сьюзен Мей Претт     | -    |
| Кетрін Боечер        | -    |
| Сієна Гоінс          | -    |

## Знімальна група
- Режисер — Todd Breau
- Сценарист — Ryan Steckloff
- Продюсер — Todd Breau,  Kenteas Brine, Brenda Egedy
- Композитор — Рон Алан Коен